# 名誉監督
名誉監督（めいよかんとく）とは、監督の職を退いた人に贈られる名誉職・栄誉職のこと。類似の名称に名誉総監督、桂冠音楽監督、終身名誉監督などがある（いずれも本記事で解説）。

## 名誉総監督

### 球団における名誉総監督
大学野球やその他球団において名誉職として名誉総監督が置かれることがある。一例として読売巨人軍監督だった原辰徳の父で東海大学野球部総監督を務めた原貢は同大学名誉総監督となっている。

## 名誉監督

### 楽団における名誉音楽監督
楽団などで功績のある指揮者に名誉指揮者、音楽監督には名誉音楽監督の称号が贈られることがある。
1994年には大分県別府市にある財団法人別府コンベンション・ビューローが国際的なピアニスト マルタ・アルゲリッチに名誉音楽監督を委嘱しているほか、2006年には同年6月13日に亡くなった石川県金沢市のオーケストラ・アンサンブル金沢音楽監督の岩城宏之に対し、同月16日、石川県知事谷本正憲から永久名誉監督の称号が贈られている。

### 桂冠音楽監督
上位には桂冠指揮者や桂冠音楽監督などの称号もある。2001年1月1日に大阪シンフォニカーの桂冠音楽監督・首席指揮者にトーマス・ザンデルリングが就任したのはその例である。

### 野球チームにおける名誉監督及び終身名誉監督
日本のプロ野球の球団でも名誉監督の役職や称号があり、2001年9月28日には読売ジャイアンツから長嶋茂雄の監督退任と終身名誉監督の就任が発表されている。2010年3月16日には東北楽天ゴールデンイーグルスが野村克也の監督退任と名誉監督就任を発表しているが、野村は2012年一杯で名誉監督を退任した。現在、プロ野球界で名誉監督の称号を贈られたのは全球団で長嶋と野村のみである。
日本のアマチュア野球では横浜高等学校硬式野球部監督の渡辺元智が2015年夏の監督勇退後、終身名誉監督として引き続き指導に関与している。また智辯学園和歌山高等学校硬式野球部監督を務めた髙嶋仁が、2018年の第100回全国高等学校野球選手権記念大会出場を最後に勇退して同校名誉監督に就任した。

## 名誉プロデューサー

### 博覧会における名誉プロデューサー
博覧会等の開催に際しては、開催の展示等を総指揮者として名誉プロデューサーとして起用することがある。1992年に岩手県遠野市で開催された日本初の民話博覧会である「'92世界民話博IN遠野」では、文明評論家の草柳大蔵を名誉プロデューサーに起用している。

## 名誉ディレクター

### 映画祭における名誉ディレクター
また、映画祭などの祭典を総指揮する人物として名誉ディレクターを起用する例がある。一例として、2017年、米国のニューヨーク市で第35回を迎えるニューヨーク映画祭（NYFF:New York Film Festival）がマンハッタンのリンカーン・センターで開催された際、コロンビア大学教授のリチャード・ペーニャが名誉ディレクターとして開催に参与した。

### プロサッカーチームにおける名誉スポーツディレクター
フランスのナントにあるプロサッカーチームではFCナントの名誉スポーツディレクター ロベール・ブジンスキーが同チームの選手の採用や人事に関わっていたのはその例である。